# 로버트 대니얼 카마이클
로버트 대니얼 카마이클(영어: Robert Daniel Carmichael IPA: [ˈɹɒbə(ɹ)t ˈdænjəl ˈkɑː(ɹ)maɪkəl], 1879년 3월 1일 ~ 1967년 5월 2일)은 미국의 수학자이다. 미분 방정식의 이론과 정수론에 공헌하였다.

## 생애
1879년 3월 1일 미국 앨라배마주 실러코가 근처의 소도시 굿워터(영어: Goodwater)에서 태어났다. 1898년에 프린스턴 대학교에서 학사 학위를 수여받았으며 1911년에 박사 학위를 수여받았다.
1911~1915년 동안 인디애나 대학교에서 가르쳤으며, 1915~1947년 동안 일리노이 대학교 어배너-섐페인에서 가르쳤다.
1947년에 은퇴하였다. 캔자스주 캔자스시티 근처의 소도시 메리엄(영어: Merriam)에서 1967년 5월 2일 사망하였다.

## 같이 보기
- 카마이클 피 함수

## 저서
- Carmichael, Robert Daniel (1913). 《The Theory of Relativity》 (영어) 1판. John Wiley & Sons, Inc.
  - Carmichael, Robert Daniel (1920). 《The Theory of Relativity》 (영어) 2판. John Wiley & Sons, Inc.
- Carmichael, Robert Daniel (1914). 《The Theory of Numbers》 (영어). John Wiley & Sons, Inc.
- Carmichael, Robert Daniel (1915). 《Diophantine analysis》 (영어). John Wiley & Sons, Inc.
- Carmichael, Robert Daniel (1937). 《Introduction to the theory of groups of finite order》 (영어). Ginn & Company.